# Drymaria debilis
Drymaria debilis är en nejlikväxtart som beskrevs av Brandeg. Drymaria debilis ingår i släktet Drymaria och familjen nejlikväxter. Inga underarter finns listade i Catalogue of Life.